# 埃尔普埃约-德阿拉瓜斯
埃尔普埃约-德阿拉瓜斯（西班牙語：El Pueyo de Araguás）是西班牙阿拉贡自治区韦斯卡省的一个市镇。总面积62平方公里，总人口154人（2018年），人口密度2人/平方公里。